# 朝鮮民主主義人民共和国の在外公館の一覧

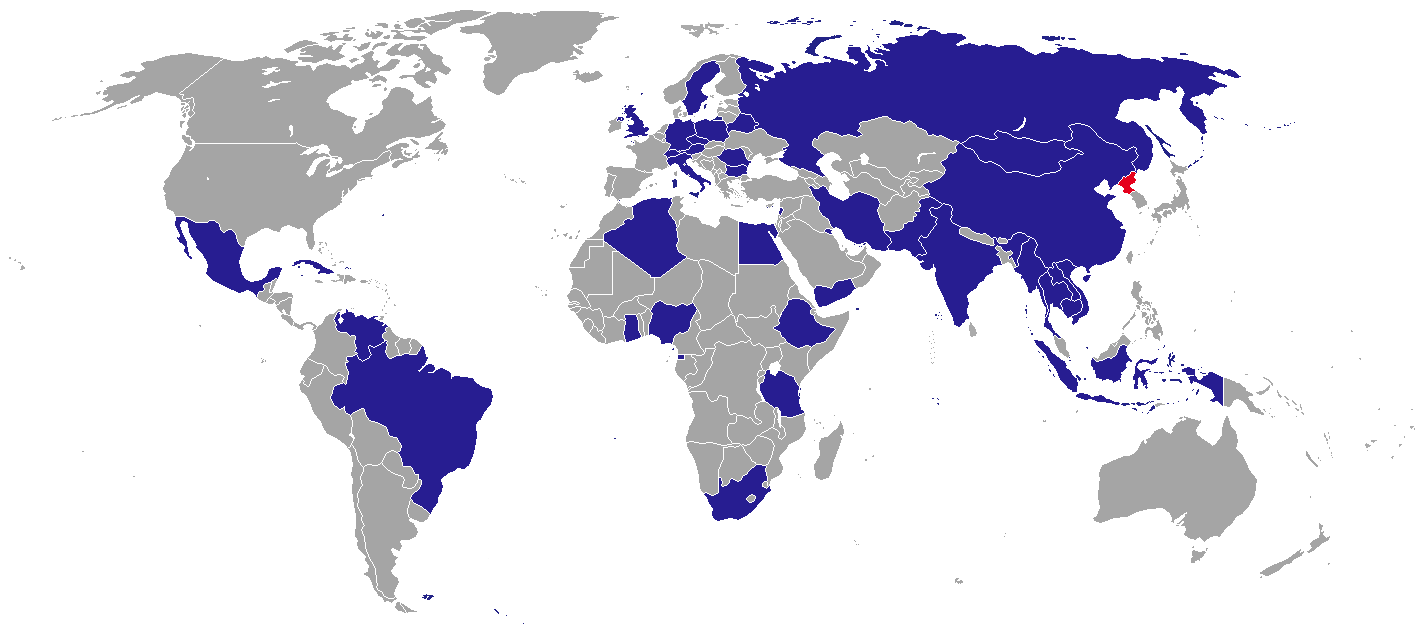
朝鮮民主主義人民共和国の在外公館が設置されている国

朝鮮民主主義人民共和国の在外公館の一覧（ちょうせんみんしゅしゅぎじんみんきょうわこくのざいがいこうかんのいちらん）では、朝鮮民主主義人民共和国の在外公館（大使館・総領事館等）の一覧である。

## 概要

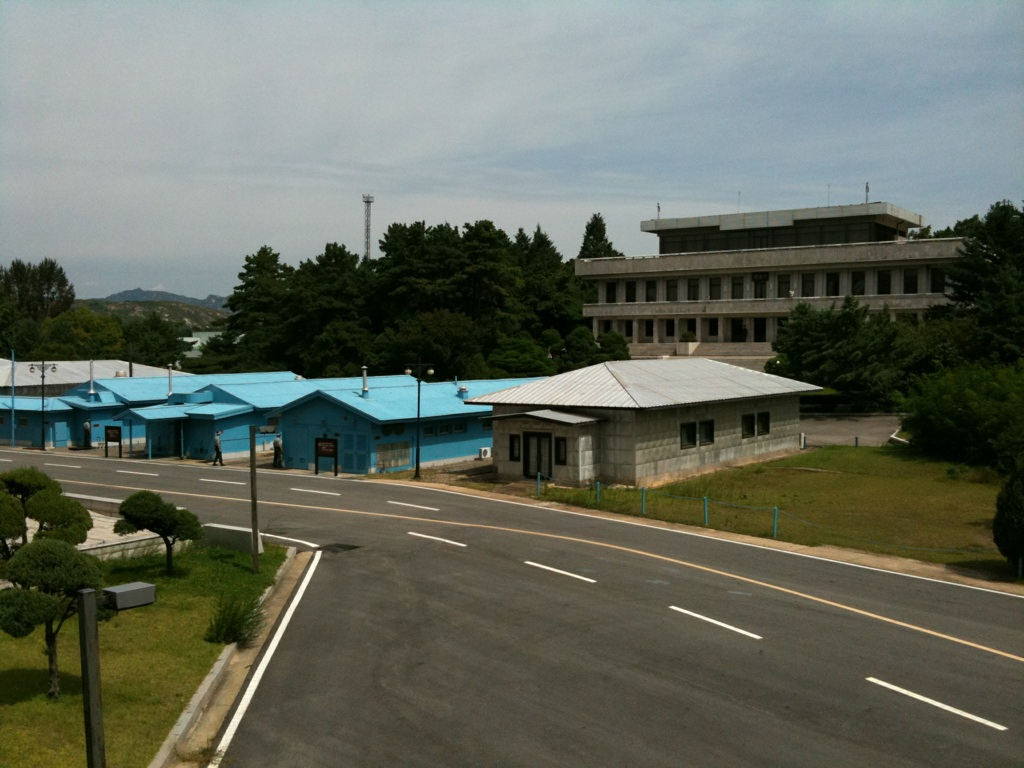
未解決分断国家である一方で、多数の国と国交を持つ。（板門店）

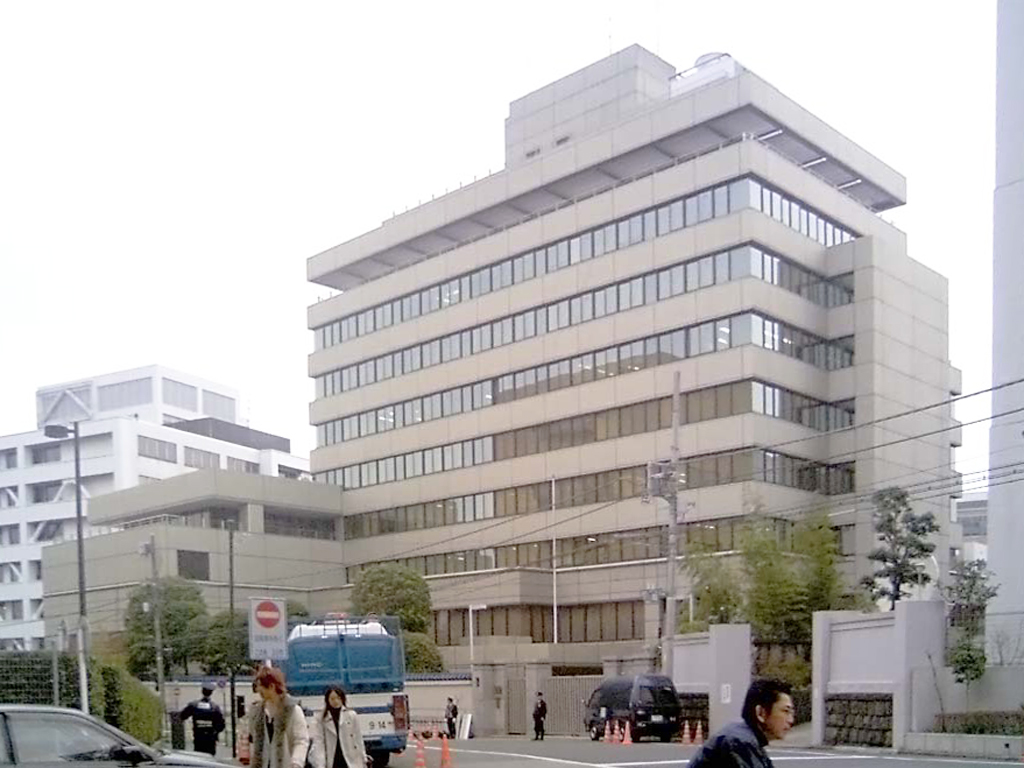
先方が未承認の国にも代表部的な機関がある。（日本・朝鮮総聯本部）

朝鮮民主主義人民共和国の外交関係国数は160カ国で在外公館数は49カ所（2017年9月現在）である。大使館は兼轄公館も多く、大使級外交関係国数と実館数とは一致しない。ロシア・中国など近隣諸国以外の領事機関（総領事館など）の情報は少ない。
従来、旧東側諸国及び非同盟諸国を中心に外交関係を樹立し、旧西側諸国に在外公館は少なかったが、2000年以降英国など多くの旧西側諸国との外交関係を樹立したことで大使館の数も多くなった。
1945年に朝鮮が日本の統治から離脱した後米国・ソ連の南北分割占領地域においてそれぞれ政府ができ（朝鮮民主主義人民共和国成立は1948年）、その後1950年に朝鮮戦争発生、そして1953年に締結された「停戦協定」（交戦はしないが戦争終結していない）継続中である未解決分断国家という特殊な事情から、東西冷戦とも絡んで朝鮮の北（朝鮮民主主義人民共和国）あるいは南（大韓民国）のどちらか一方を承認する国が普通であったためで、南北双方を承認するあるいは外交関係を持つ国は少なかった。
事実上、朝鮮戦争停戦相手である米国とは外交関係がなく在外公館は設置されていないが、同国ニューヨーク州ニューヨーク市に本部がある国際連合に総代表部を置いているため事実上存在する。1973年、世界保健機関に加盟したことで、国際連合に対しても常駐オブザーバー使節団を置けるようになり、1991年の正式加盟で昇格したものである。
またフランスには1984年から総代表部を設置しているが、それ以前の1976年から同国パリにある国際連合教育科学文化機関に代表部を置いている。イタリアについては2000年に外交関係を開設したが、それ以前より同国ローマ市にある国際連合食糧農業機関に代表部を置いていたため事実上存在した。
ドイツについては、東ドイツ（ドイツ民主共和国）と1949年に外交関係を開設し相互に大使館を設置したが、ドイツ統一（旧西ドイツが存続）に伴い双方とも利益代表部に格下げされ、2001年に大使館昇格となるが、引き続き同じ建物を使用している。
先方が国家承認していないことで外交関係がない日本には在外公館は設置されていないが、朝鮮民主主義人民共和国政府決定により在日本朝鮮人総聯合会が朝鮮民主主義人民共和国の旅券や一部査証を発給できる機能を併せ持っており、その事務所（東京にある中央本部と日本に48ヶ所ある地方本部）は事実上領事館代わりとなっていて、所在地自治体によって領事関係に関するウィーン条約に基づく領事機関とみなされ非課税であった。ちなみに日本とは非公式な政府間交渉関係を持っていて、公式な実館こそ設置しないものの双方の在中国大使館（北京）には担当官が配置され度々接触を図っており、同館は事実上兼轄代表部となっている。
2010年代には度重なる経済制裁のため、北朝鮮の在外公館も外資の調達に合法、非合法を問わず重要な役割を果たすようになった。2015年には、北朝鮮の外交官がバングラデシュに140万ドル相当の金を持ち込もうとして密輸の疑いで逮捕。宗教上飲酒が制限されるパキスタンでは酒の密売に関与した疑惑もささやかれた（裏付けるように2017年には大使館員の自宅から15万ドル相当の大量の酒が盗難に遭う被害が出た）。

## アジア

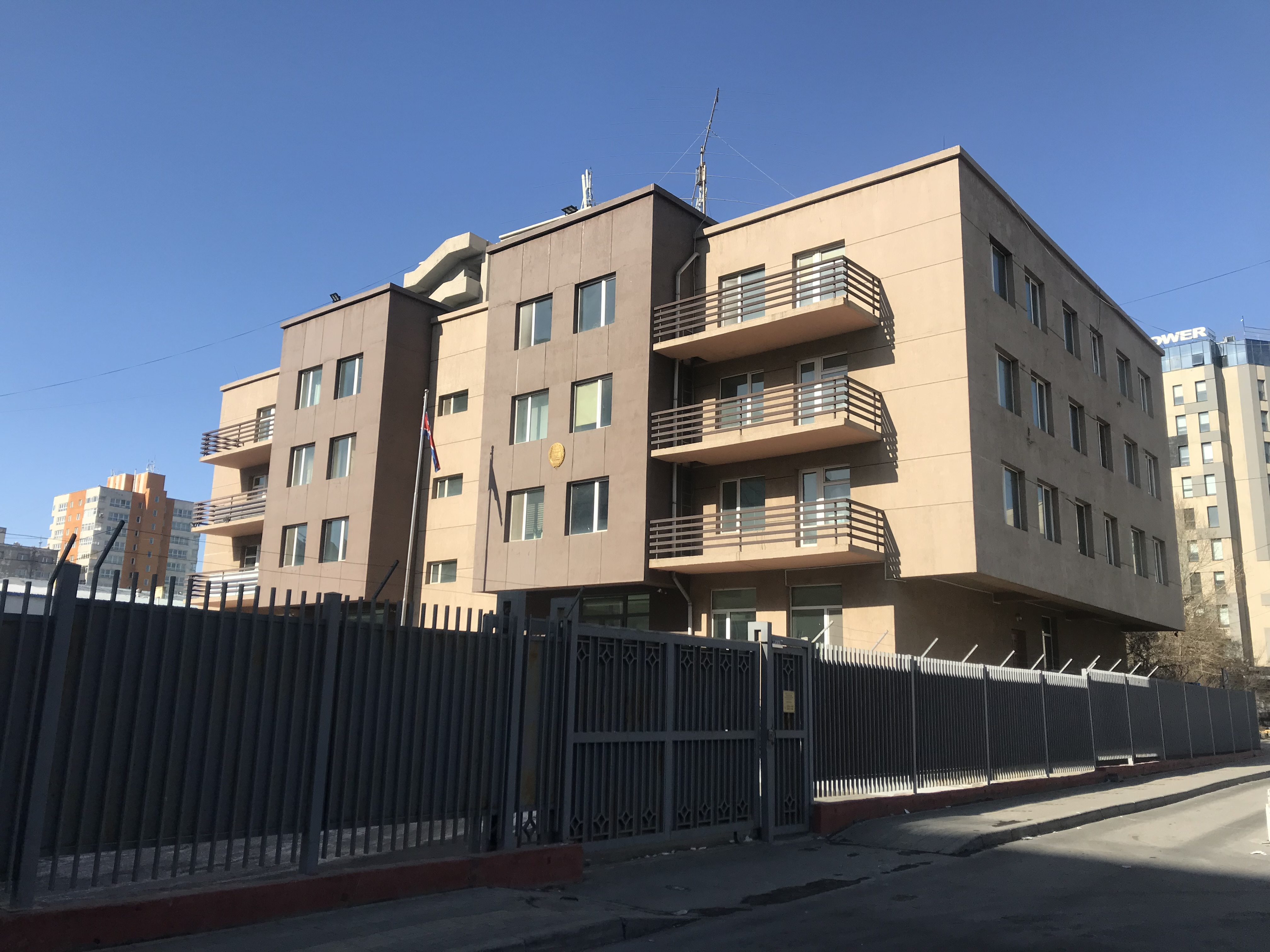
在モンゴル北朝鮮大使館

- イエメン
  - 在イエメン大使館（サナア）[8]
- イラン
  - 在イラン大使館（テヘラン）[9]
- インド
  - 在インド大使館（ニューデリー）[10]
- インドネシア
  - 在インドネシア大使館（ジャカルタ）[11]
- カンボジア
  - 在カンボジア大使館（プノンペン）[12]
- クウェート
  - 在クウェート大使館（クウェート市）[13]
- シリア
  - 在シリア大使館（ダマスカス）[14]
- シンガポール
  - 在シンガポール大使館（シンガポール）[15]
- タイ
  - 在タイ大使館（バンコク）[16]
- 中華人民共和国
  - 在中華人民共和国大使館（北京）[17]
    - 在瀋陽総領事館（瀋陽）[18]
      - 在丹東領事事務（丹東）[19]
- パキスタン
  - 在パキスタン大使館（イスラマバード）[20]
- ベトナム
  - 在ベトナム大使館（ハノイ）[21]
- モンゴル
  - 在モンゴル大使館（ウランバートル）[22]
- ラオス
  - 在ラオス大使館（ヴィエンチャン）[23]
- レバノン
  - 在レバノン大使館（ベイルート）[24]

## ヨーロッパ
- イギリス
  - 在イギリス大使館（ロンドン）[25]
- イタリア
  - 在イタリア大使館（ローマ）[26]
- オーストリア
  - 在オーストリア大使館（ウィーン）[27]
- スイス
  - 在スイス大使館（ベルン）[28]
- スウェーデン
  - 在スウェーデン大使館（ストックホルム）[29]
- チェコ
  - 在チェコ大使館（プラハ）[30]
- ドイツ
  - 在ドイツ大使館（ベルリン）[31]
- フランス
  - 在フランス総代表部（パリ）[32]
- ブルガリア
  - 在ブルガリア大使館（ソフィア）[33]
- ポーランド
  - 在ポーランド大使館（ワルシャワ）[34]
- ルーマニア
  - 在ルーマニア大使館（ブカレスト）[35]
- ロシア
  - 在ロシア大使館（モスクワ）[36]

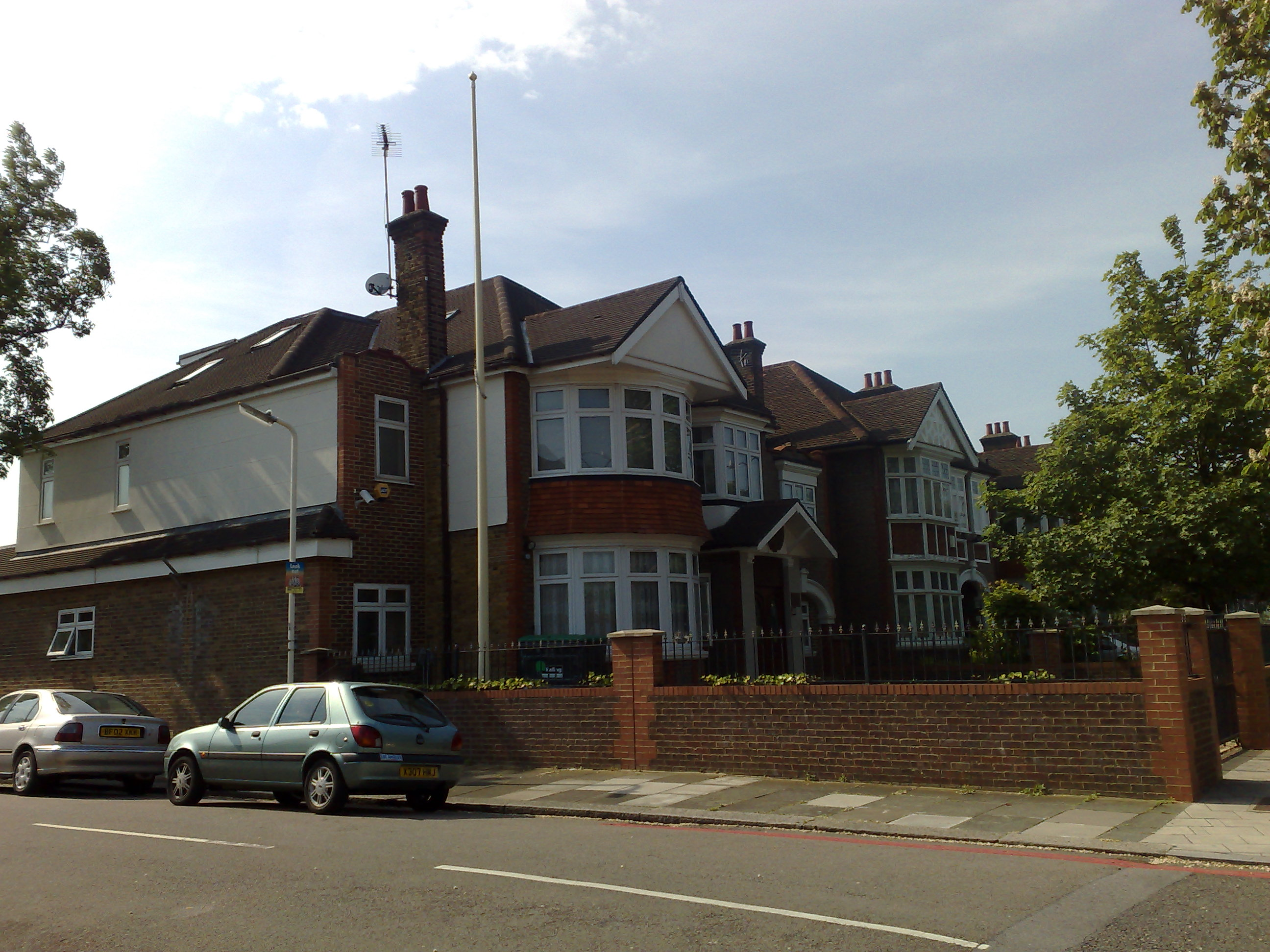
在英国大使館

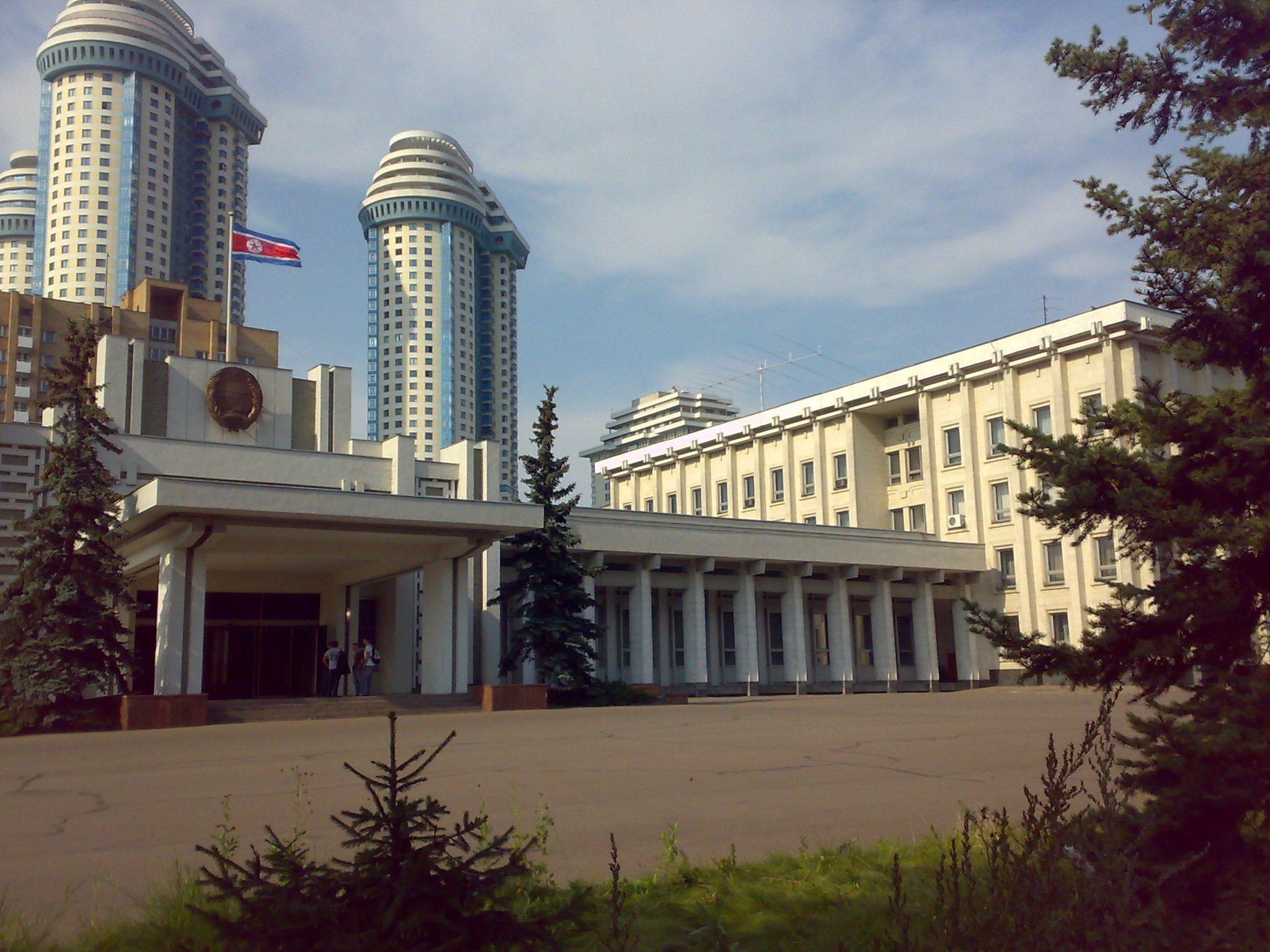
在ロシア連邦大使館

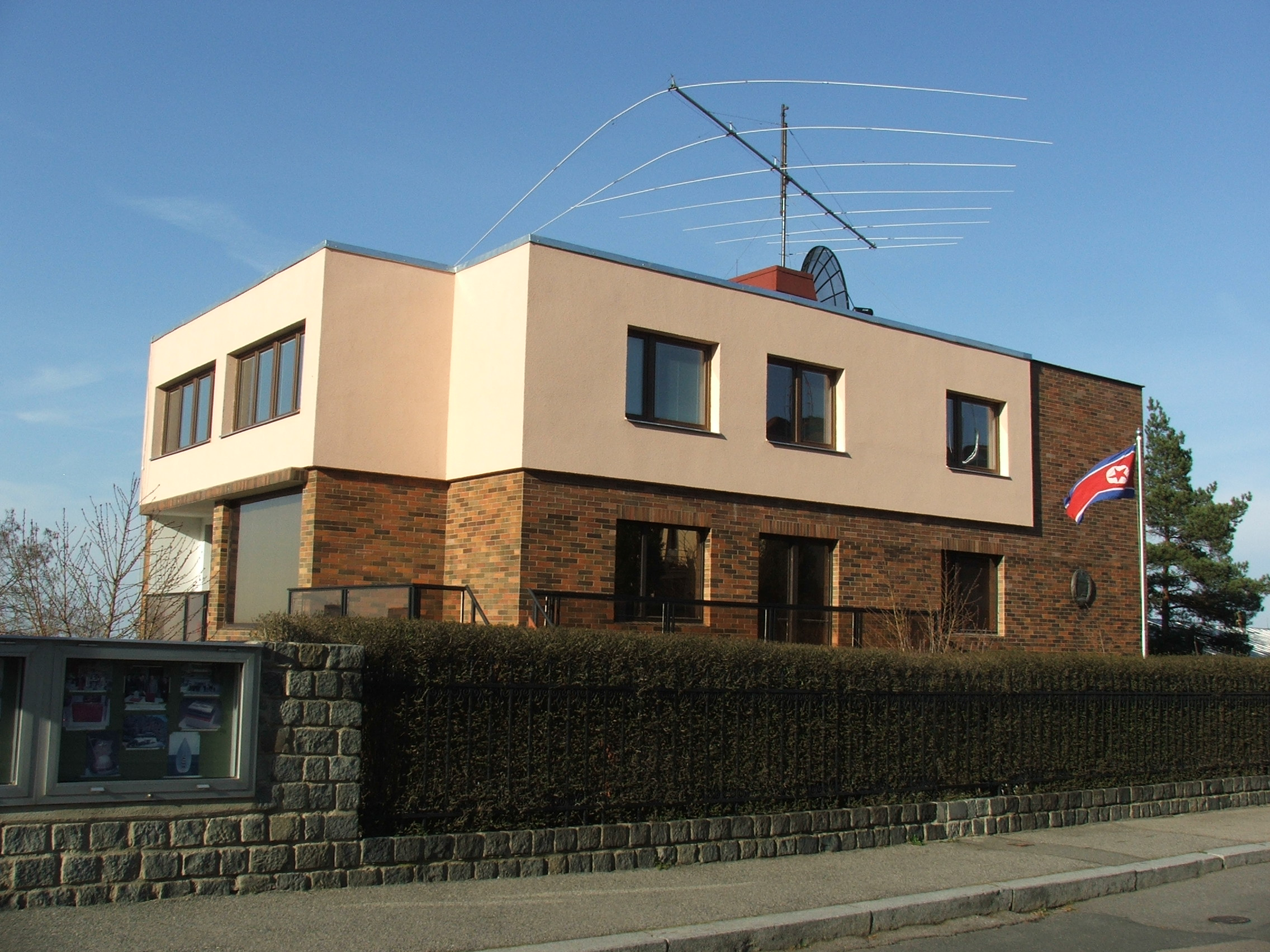
在チェコ大使館

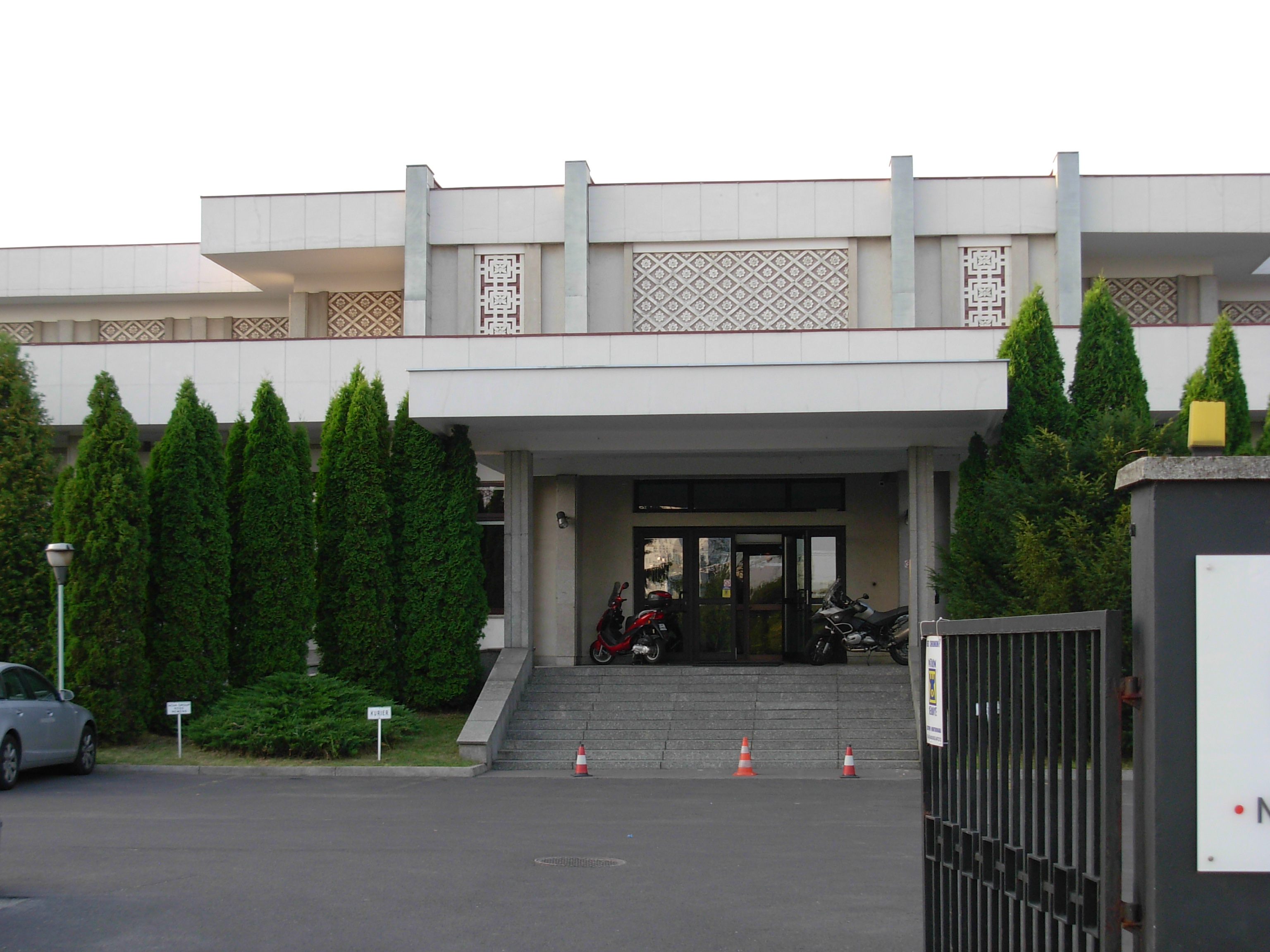
在ポーランド大使館

    - 在ウラジオストク総領事館（ウラジオストク）[37]

## アメリカ大陸
- ブラジル
  - 在ブラジル大使館（ブラジリア）[38]
- キューバ
  - 在キューバ大使館（ハバナ）[39]
- メキシコ
  - 在メキシコ大使館（メキシコシティ）[40]
- ペルー
  - 在ペルー大使館（リマ）[41]
- ベネズエラ
  - 在ベネズエラ大使館（カラカス）[42]

## アフリカ
- エジプト
  - 在エジプト大使館（カイロ）[43]
- エチオピア
  - 在エチオピア大使館（アディスアベバ）[44]
- ガーナ
  - 在アクラ事務所（アクラ）[45]
- 赤道ギニア
  - 在赤道ギニア大使館（マラボ）[46]
- タンザニア
  - 在タンザニア大使館（ダルエスサラーム）[47]
- ナイジェリア
  - 在ナイジェリア大使館（アブジャ）[48]
- 南アフリカ共和国
  - 在南アフリカ共和国大使館（プレトリア）[49]

## 国際機関代表部
- ジュネーブ国際機関代表部（ジュネーヴ）
- 国際連合総代表部（ニューヨーク）
- 国際連合教育科学文化機関総代表部（パリ）

## 非公式代表機関
- 日本
  - 在日本朝鮮人総聯合会 - 在日本代表部の機能を代行。旅券や公用査証発給業務も取り扱う。
  - 朝・日経済交流促進会 - 在日本貿易代表部が正式に設置されるまで貿易代表部機能を担う。商用査証の申請も受け付ける。